# Xã Sandusky, Quận Richland, Ohio
Xã Sandusky (tiếng Anh: Sandusky Township) là một xã thuộc quận Richland, tiểu bang Ohio, Hoa Kỳ. Năm 2010, dân số của xã này là 993 người.